# 畑葵
畑 葵（はた あおい、2002年12月7日 - ）は、日本の女子バレーボール選手である。

## 来歴
静岡県牧之原市出身。
静岡県富士見高等学校時代は全日本高等学校選手権（春高バレー）に出場。3年生ではキャプテンを務める。
日本大学法学部に進学。4年生では副主将を務め、オポジットとしてチームの得点源となった。
2025年1月、KUROBEアクアフェアリーズ富山の内定選手として発表された。同年3月22日の2024-25シーズン第20節NECレッドロケッツ川崎戦にリベロとして出場しSVリーグデビュー。

## 所属チーム
- 牧之原市立榛原中学校（2015-2018年）
- 静岡県富士見高等学校（2018-2021年）
- 日本大学（2021-2025年）
- KUROBEアクアフェアリーズ富山（2025年-）